# Aleksandar Prijović
Aleksandar Prijović (în sârbă Александар Пpиjoвић, pronunțat [aleksǎːndar prǐːjoʋitɕ, alěksaːn-]; n. 21 aprilie 1990) este un fotbalist sârb care joacă pe postul de atacant pentru clubul din Arabia Saudită Al-Ittihad și pentru echipa națională a Serbiei. Prijović a jucat, de asemenea, atât pentru Serbia, cât și pentru Elveția la tineret

## Carieră

### Cariera timpurie
Prijović și-a început cariera ca jucător la tineret la clubul său de origine St. Gallen, dar s-a mutat în Italia la vârsta de 16 ani pentru a-și începe cariera de fotbalist la echipa italiană Parma, jucând primul meci pe 27 aprilie 2008 intrând pe teren din postura de rezervă împotriva Regginei. Contractul lui Prijović cu Parma s-a terminat la sfârșitul sezonului 2007-2008 și a respins prelungirea pe un an oferită de club.

### Derby County

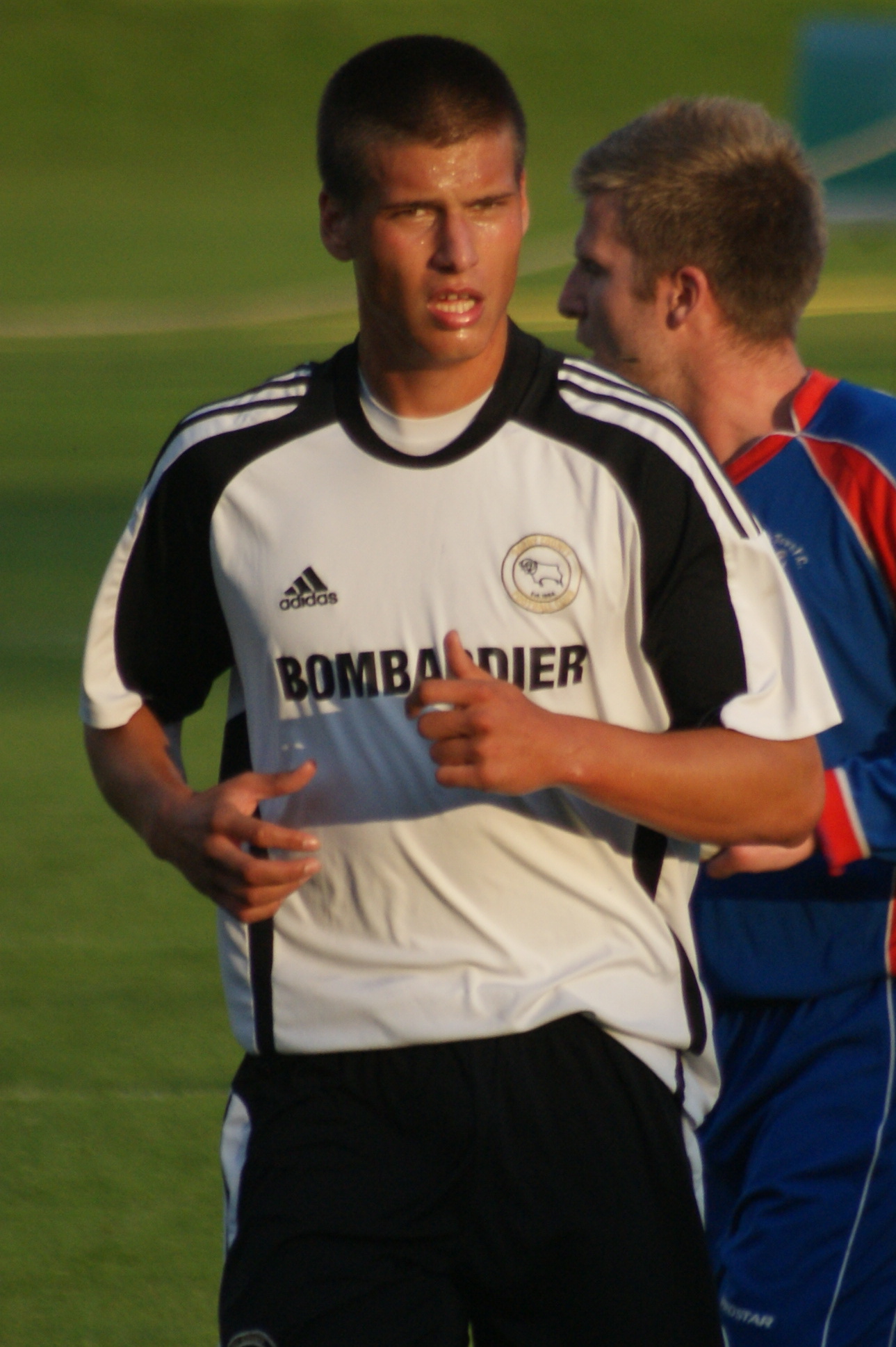
Aleksandar Prijović la Derby County în 2008

Prijović a dat probe pentru echipa din Championship Derby County, unde a atras atenția marcând un hat-trick pentru echipa academiei lui Derby care a bătut-o pe Arsenal cu 4-1. Derby i-a oferit lui Prijović un contract de doi ani. El a semnat provizoriu pentru Derby la 7 august 2008. Semnarea lui a fost întârziată de probleme legate de actele necesare jucătorului, în primul rând din cauza neînțelegerilor asupra înregimentării jucătorului, care au fost rezolvate după ce Derby a fost de acord să plătească fostului club al lui Prijović, Parma, o sumă nedezvăluită ca compensație, și în al doilea rând a obținut o dispensă din partea armatei Elveției, care îi cerea lui Prijović să-și termine stagiul militar. La data de 27 ianuarie 2009, Prijović a fost împrumutat la echipa de League One Yeovil Town pe o lună, jucând în patru meciuri.